# جيمس كويل
جيمس كويل (بالإنجليزية: James Coyle)‏ هو كاهن كاثوليكي أمريكي، ولد في 23 مارس 1873 في أثلون في جمهورية أيرلندا، وتوفي في 11 أغسطس 1921 في برمنغهام في الولايات المتحدة.